# Карлсон, Эми
Эми Карлсон (англ. Amy Carlson; род. 7 июля 1968, Глен-Эллин, Иллинойс) — американская телевизионная актриса. Карлсон впервые добилась национальной известности благодаря своей роли в дневной мыльной опере «Другой мир», где она снималась с 1993 по 1998 год и номинировалась на Дневную премию «Эмми» и «Дайджест мыльных опер».
Карлсон перешла с дневного эфира в прайм-тайм в 2000 году с регулярной ролью в сериале «Третья смена», где снималась три года. Она также снялась в недолго просуществовавших сериалах «Миротворцы» и «Закон и порядок: Суд присяжных» и была гостем в сериалах «Грань», «Мыслить как преступник», «Морская полиция: Спецотдел», «Закон и порядок», «Полиция Нью-Йорка» и «Скорая помощь». Помимо этого она появилась в телефильмах «Если бы стены могли говорить 2» (2000) и «Компромат» (2007). С 2010 по 2017 год Карлсон играла регулярную роль второго плана в сериале «Голубая кровь».
Карлсон родилась в Глен Эллине, штат Иллинойс и в настоящее время проживает в Нью-Йорке.

## Телевидение
- Другой мир (мыльная опера, 1993—1998)
- Третья смена (60 эпизодов, 2000—2003)
- Миротворцы (9 эпизодов, 2003)
- Закон и порядок: Суд присяжных (13 эпизодов, 2005—2006)
- Мыслить как преступник (2008)
- Голубая кровь (2010—2017)